# Clypeasterophilus stebbingi
Clypeasterophilus stebbingi är en kräftdjursart som först beskrevs av M. J. Rathbun 1918.  Clypeasterophilus stebbingi ingår i släktet Clypeasterophilus och familjen Pinnotheridae. Inga underarter finns listade i Catalogue of Life.